# Briones
Briones – gmina w Hiszpanii, w prowincji La Rioja, w La Rioja, o powierzchni 37,72 km². W 2011 roku gmina liczyła 856 mieszkańców.